# Robert Hales (Regisseur)
Robert Hales (* 20. Jahrhundert in den USA) ist ein Grafiker und Musikvideo-Director aus den Vereinigten Staaten.

## Werk
Hales hat Musikvideos von Künstlern wie Bridgit Mendler, Jet, The Veronicas, Fuel, Stereophonics, The Donnas, Justin Timberlake, Nine Inch Nails, Miley Cyrus, Gnarls Barkley und Crowded House gedreht. Er hat an dem Video Starfuckers, Inc. von Nine Inch Nails  mitgearbeitet und das Artwork für deren Single The Day the World Went Away entworfen. Robert Hales führte Regie für das Video Kiss You Off von den Scissor Sisters. Außerdem hat Hales für das Musikvideo für Justin Timberlakes LoveStoned/I Think She Knows und Britney Spears’ animiertes Video für Break The Ice Regie geführt.

## Auszeichnungen
Hales’ Arbeit wurde 2004 mit einem MTV Video Music Award für das beste Rockvideo Are You Gonna Be My Girl (Jet) geehrt und am 31. August 2006 erhielt Hales einen weiteren MTV Video Music Award für die Regie an Gnarls Barkleys Single Crazy.

## Filmografie
| Jahr | Künstler                        | Musikvideo                                 |
| ---- | ------------------------------- | ------------------------------------------ |
| 1999 | Stone Temple Pilots             | Down (Co-Regie mit Mark Racco)             |
| 2000 | Nine Inch Nails                 | Starsuckers, Inc.                          |
| 2000 | Richard Ashcroft                | Money to Burn                              |
| 2000 | Black Rebel Motorcycle Club     | Love Burns                                 |
| 2003 | Stereophonics                   | Madame Helga                               |
| 2003 | Kid Rock                        | You Never Met a Motherfucker Quite Like Me |
| 2005 | The Veronicas                   | Everything I’m Not                         |
| 2005 | Fort Minor                      | Petrified                                  |
| 2006 | Craig David                     | Unbelievable                               |
| 2006 | Gnarls Barkley                  | Crazy                                      |
| 2006 | Gnarls Barkley                  | Smiley Faces                               |
| 2006 | Jet                             | Put Your Money Where Your Mouth Is         |
| 2006 | Snow Patrol                     | Open Your Eyes                             |
| 2007 | Justin Timberlake               | LoveStoned                                 |
| 2007 | Kings of Leon                   | Charmer                                    |
| 2007 | Mark Ronson feat. Amy Winehouse | Valerie                                    |
| 2007 | OneRepublic                     | Apologize                                  |
| 2008 | Jonas Brothers                  | When You Look Me in the Eyes               |
| 2008 | Britney Spears                  | Break the Ice                              |
| 2008 | N.E.R.D                         | Spaz                                       |
| 2008 | Shwayze                         | Buzzin’                                    |
| 2008 | Delta Goodrem                   | In This Life (US Version)                  |
| 2008 | Robin Thicke                    | Magic                                      |
| 2009 | Demi Lovato                     | Don’t Forget                               |
| 2009 | Jeffree Star                    | Get Away With Murder                       |
| 2009 | Janet Jackson                   | Make Me                                    |
| 2010 | Miley Cyrus                     | Can’t Be Tamed                             |
| 2010 | Miley Cyrus                     | Who Owns My Heart                          |
| 2010 | Tame Impala                     | Lucidity                                   |
| 2012 | Red Hot Chili Peppers           | Look Around                                |
| 2012 | Soundgarden                     | Live to Rise                               |
| 2013 | Avril Lavigne                   | Here’s To Never Growing Up                 |
| 2013 | Bridgit Mendler                 | Hurricane                                  |